# Gaj (żupania pożedzko-slawońska)
Gaj – wieś w Chorwacji, w żupanii pożedzko-slawońskiej, w mieście Lipik. W 2011 roku liczyła 324 mieszkańców.